# Michael van Gerwen
Michael van Gerwen (pronunciación en neerlandés: [ˈmɑikəl vɑn ˈɣɛrʋə (n)]; Boxtel, 25 de abril de 1989) es un jugador de dardos profesional neerlandés. 
Ganador de tres mundiales de la PDC, logrados en 2014, 2017 y 2019, Van Gerwen, comenzó a jugar a los dardos a la edad de 13 años. Ganó el World Masters 2006 y lanzó un final, televisado, de nueve dardos en el Masters of Darts de 2007, convirtiéndose en el jugador más joven en hacer cualquiera de ellos a los 17 años.
Sin embargo, después de esta explosión inicial en la escena de los dardos, van Gerwen luchó por una forma consistente hasta su año revolucionario en 2012. Mejorando desde el número 38 del mundo al comienzo de 2012 al número 4 a principios de 2013, ganó su primer título PDC importante en el Gran Premio Mundial y llegó a la final en el Campeonato Mundial 2013. En 2014, a la edad de 24 años, Van Gerwen se convirtió en el ganador más joven del Campeonato Mundial de Dardos de la PDC, récord arrebatado por Luke Littler que le ganó al propio Michael van Gerwen en la final del Campeonato Mundial de 2025 por 7-3.
Promedió 123.40, el más alto jamás registrado en dardos televisados en un partido de la Premier League de 2016; en un punto que llegó a 137. Ha dominado los dardos en los últimos años, ganando 18 torneos en 2015 y 25 en 2016. Van Gerwen es el segundo jugador más exitoso en la historia del PDC, detrás de Phil Taylor.

## Estadísticas

### BDO
| Torneo                       | 2005 | 2006 | 2007 |
| ---------------------------- | ---- | ---- | ---- |
| Campeonato Mundial de la BDO | DNP  | DNP  | 1R   |
| World Masters                | 2R   | G    | DNP  |
| Liga Internacional de Dardos | DNP  | QF   | RR   |
| World Darts Trophy           | DNP  | SF   | 3R   |
| Masters of Darts             | DNP  | NH   | SF   |

### PDC

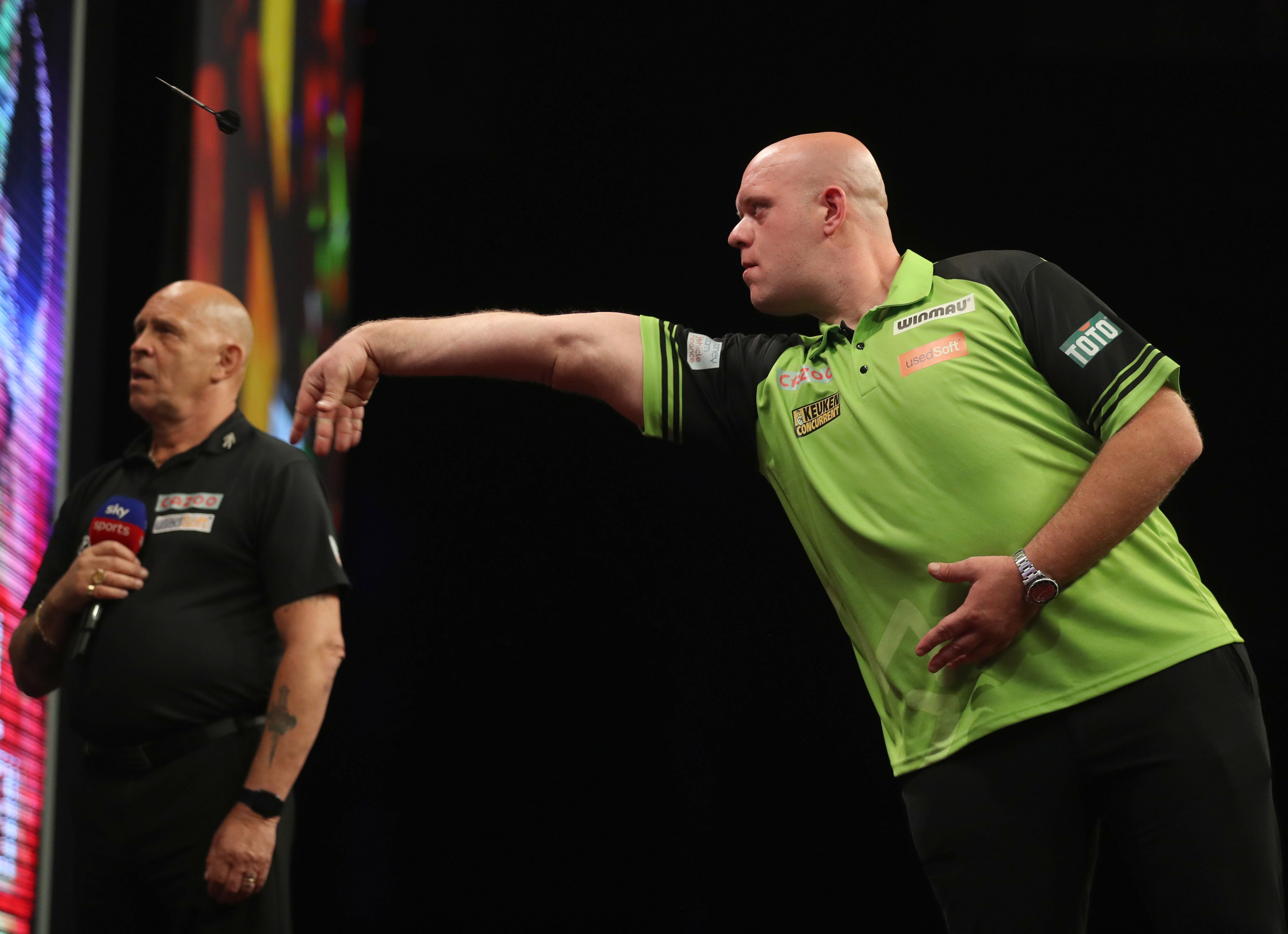
Michael van Gerwen (2022)

| Torneo                       | 2007          | 2008          | 2009          | 2010          | 2011          | 2012          | 2013         | 2014         | 2015         | 2016         | 2017         | 2018         | 2019         | 2020         | 2021         | 2022         | 2023         | 2024         |
| ---------------------------- | ------------- | ------------- | ------------- | ------------- | ------------- | ------------- | ------------ | ------------ | ------------ | ------------ | ------------ | ------------ | ------------ | ------------ | ------------ | ------------ | ------------ | ------------ |
| Campeonato Mundial           | DNP           | 1R            | 2R            | 2R            | 1R            | 3R            | F            | G            | SF           | 3R           | G            | SF           | G            | F            | QF           | 3R           | F            | QF           |
| The Masters                  | No disputado  | No disputado  | No disputado  | No disputado  | No disputado  | No disputado  | QF           | SF           | G            | G            | G            | G            | G            | 1R           | 2R           | QF           | QF           | F            |
| UK Open                      | 5R            | 3R            | 3R            | 3R            | 4R            | 5R            | QF           | SF           | G            | G            | DNP          | 3R           | 4R           | G            | SF           | 5R           | F            |              |
| Premier League               | No lo disputó | No lo disputó | No lo disputó | No lo disputó | No lo disputó | No lo disputó | G            | F            | F            | G            | G            | G            | G            | 6.º          | SF           | G            | G            |              |
| World Matchplay              | 2R            | 2R            | 1R            | DNQ           | DNQ           | QF            | SF           | F            | G            | G            | QF           | 1R           | 2R           | 2R           | SF           | G            | 1R           |              |
| World Grand Prix             | DNQ           | DNQ           | 1R            | DNQ           | DNQ           | G             | QF           | G            | F            | G            | 1R           | G            | G            | QF           | 1R           | G            | 2R           |              |
| Champions League             | No disputado  | No disputado  | No disputado  | No disputado  | No disputado  | No disputado  | No disputado | No disputado | No disputado | F            | RR           | SF           | G            | NH           | NH           | NH           | NH           |              |
| Campeonato Europeo           | NH            | DNQ           | 2R            | 2R            | 1R            | 2R            | SF           | G            | G            | G            | G            | 2R           | 1R           | 2R           | F            | 1R           | QF           |              |
| Grand Slam                   | RR            | RR            | DNQ           | RR            | 2R            | F             | 2R           | QF           | G            | G            | G            | SF           | SF           | QF           | QF           | QF           | 2R           |              |
| Players Championship Finals  | NH            | NH            | 1R            | 2R            | 1R            | 2R            | G            | 2R           | G            | G            | G            | F            | G            | G            | QF           | G            | F            |              |
| Copa del Mundo               | NH            | NH            | NH            | DNQ           | NH            | DNQ           | 2R           | G            | SF           | F            | G            | G            | SF           | QF           | QF           | DNP          | DNP          |              |
| World Series of Darts Finals | NH            | NH            | NH            | NH            | NH            | NH            | NH           | NH           | G            | G            | G            | QF           | G            | 2R           | SF           | QF           | G            |              |
| Championship League          | NH            | DNQ           | RR            | RR            | DNQ           | RR            | F            | No disputado | No disputado | No disputado | No disputado | No disputado | No disputado | No disputado | No disputado | No disputado | No disputado |              |
| US Open                      | 4R            | 3R            | DNP           | DNP           | No disputado  | No disputado  | No disputado | No disputado | No disputado | No disputado | No disputado | No disputado | No disputado | No disputado | No disputado | No disputado | No disputado | No disputado |
| Estadísticas                 |               |               |               |               |               |               |              |              |              |              |              |              |              |              |              |              |              |              |
| Ranking a final de año       | 34            | 30            | 29            | 31            | 40            | 5             | 2            | 1            | 1            | 1            | 1            | 1            | 1            | 1            | 3            | 3            | 2            |              |

| Leyenda | Leyenda                     | Leyenda | Leyenda                | Leyenda | Leyenda             | Leyenda | Leyenda                                           |
| ------- | --------------------------- | ------- | ---------------------- | ------- | ------------------- | ------- | ------------------------------------------------- |
| DNP     | No participó                | DNQ     | No se clasificó        | NH      | No se disputó       | #R      | derrota en las primeras rondas (RR = Round robin) |
| QF      | derrota en cuartos de final | SF      | derrota en semifinales | F       | derrota en la final | G       | ganador del torneo                                |